# 天才GO GO GO
《天才GO GO GO》是中華電視公司（華視）的大型益智節目，2003年5月23日開播，2004年3月19日停播，製作單位是東風文化傳播，製作人是禚宏順，主持人是吳宗憲，首播時間為每星期五21時30分，第一集來賓為許效舜、康康、NONO、陳建州、黃嘉千、千田愛紗與謝麗金。2004年3月26日《天才GO GO GO》改版為《天才向前衝》，2006年5月12日起《天才向前衝》改版為《天才衝衝衝》。
在本節目中，參賽者除了正值宣傳期的藝人之外，製作單位也會邀請素人參加（如學生、工程師等），每集總共邀請16位參賽者進行比賽。

## 節目單元

### 第一時期 (2003.5.23~2003.8.1)
〈大開眼界〉
以300吋LED大螢幕為主景，主持人利用大螢幕與現場來賓互動，題目以電腦動畫出題，計有20題各式題型，參賽者依序按照答對題數、答題時間排行，取前8名進入下一單元。
〈自摸清一色〉
8名晉級者坐於躺椅，在比賽開始時各別分得4顆不同顏色的彩球，並依照音樂指示依序傳球，組成4顆同顏色的彩球即能獲得答題權。若同時有兩人以上出現4顆同色彩球者，則由〈大開眼界〉的排行決定答題先後。
答題時，由參賽者從25題題庫中選擇其一回答，參賽者有10秒時間考慮，答對者即取得晉級資格，答錯者須重新與其他參賽者繼續傳球。當三名晉級者出現時即進入下一關卡。
〈驚天動地300秒〉
以布景設計營造出未來科技的金屬感，參賽者必須通過五項趣味性十足的關卡，依序為：
1.顏色記憶─參賽者需記憶10個顏色，並按照次序踏上階梯，踩下代表該顏色的按鈕，若踩錯者須重來。第一次播放顏色時不計時，但錯誤重看時則會計時，10組顏色正確踩完後即進入下一關卡。
2.字形記憶─分成紅、藍、綠三個顏色，並播放3個不同字形所組成的字，播放完畢後，主持人從中隨機挑選其中一個顏色提問，答對即能進入下一關卡。
3.看嘴型─此單元每集會邀請不同的來賓，唸出經典詩詞或歌詞等名句，參賽者須看嘴型並說出出題者所出的名句。第一次完全不提示，第二次之後，每次依序多給兩字提示，參賽者答出之後即進入下一關卡。
4.倒背數字─由來賓念出8個數字（後期增為10個），參賽者須倒背說出，若說錯則須重看影片。成功倒背說出後即可進入最後一道關卡。
5.紙牌配對─參賽者按照指示，先觀看各色紙牌排列20秒，接著由主持人及工作人員於5秒內將紙牌蓋起(此時參賽者須轉身至背面)，參賽者須配對同顏色紙牌找出。若翻出不同顏色紙牌者，除了將未成功配對的紙牌蓋起外，並將機械圓桌旋轉90度後始得繼續。若在時間內將16枚紙牌成功配對翻出後即闖關成功。
若於300秒內挑戰成功，可獲得10萬元新台幣獎金，若在120秒內挑戰成功，可獲得價值不斐的敞篷車，但若同時有2人以上於300秒內成功者，則以時間最短者為優勝。

### 第二時期 (2003.8.8~2003.9.19)
〈大開眼界〉
題目以電腦動畫出題，計有20題各式題型，參賽者依序按照答對題數、答題時間排行，取前10名進入下一單元。
〈快問快答〉
10名晉級者按照主持人指示，並迅速以Ｏ、Ｘ手勢回答主持人的提問，前6名者即可進入〈相由心生〉。
〈相由心生〉
6名晉級者組成3組對抗，並猜出主角心目中屬意的名人，參賽者與主角答案一致者即為答對。若領先對手答對3題者即可進入下一關卡，勝出的3人即可參加下一單元。
〈驚天動地300秒〉
由於第一時期難度較低，屢次出現挑戰成功的參賽者，第二時期難度有所提升。
1.顏色、詩詞記憶─參賽者需記憶10個顏色，並與詩詞的字搭配，並在第6至第10字時亂數對調。接著必須按照次序與字序踏上階梯，踩下代表該顏色的按鈕，若踩錯者須重來。第一次播放顏色時不計時，但錯誤重看時則會計時，10組配對正確踩完後即進入下一關卡。
2.各說各話─三位名人同一時間說出短句，再由主持人從中隨機選一抽問，答對即能進入下一關卡。
3.造句提示─由製作單位隨意造句，並由旁白提示中找出組成該答案的字，說出答案後即進入下一關卡。
4.數字擊掌─參賽者與主持人按照提示，在31個數字的區間內（例：5至35），若逢倍數、尾數為某一數字者（通常為3跟4）須擊掌帶過。再由參賽者、主持人交互應答。成功即可進入最後一道關卡，若參賽者中途有錯需從頭來過。
5.紙牌配對─參賽者按照指示，先觀看剪刀、石頭、布的排列20秒，接著由主持人及工作人員於5秒內將紙牌蓋起(此時參賽者須轉身至背面)，參賽者此時按照主持人指示，將與指示對抗的紙牌找出（例：主持人出 ｢剪刀｣ 時，參賽者應將 ｢石頭｣ 找出）。若翻出不同的紙牌者，除了將紙牌蓋起外，並將機械圓桌旋轉90度後始得繼續；另外，此時期也加入了鬼牌的設計，若翻到鬼牌者則須將先前翻出的紙牌全部蓋起。在時間內將鬼牌以外的15枚紙牌成功翻出後即闖關成功。

### 第三時期 (2003.9.26~2004.2.27)
在本時期開始，於部分單元加入了阿咪老師的伴奏。
FIRST STAGE：
第一道關卡分為兩個部分：
〈大開眼界〉
題目以電腦動畫出題，計有10題各式題型。
〈看見黑影就開槍〉
由主持人演唱「歪歌」（在該單元中被稱為「掰歌」），每集約3～5首不等。製作單位公開徵求歪歌歌詞，預先挑選幾首改詞功力較好的歪歌給主持人唱。在每一首歪歌中，會有若干句的歌詞是投稿者修改的歌詞，這些歌詞就是錯誤所在。全體參賽者一邊聽歪歌，一邊找出歌詞中的錯誤。參賽者發現某句歌詞有錯誤時，必須立刻拉動手中的拉炮搶答，使自己手中的拉炮爆炸，主持人就會請最先拉炮的參賽者答題。參賽者答題時，必須把該句歌詞改成正確的歌詞，並完整唱出正確的歌詞，即可獲得1分，若拉錯或無法唱出正確歌詞者須倒扣1分。此部分加總〈大開眼界〉成績之後，參賽的16位將取前5名進入下一道關卡。
在單元後段，若有部分參賽者無法在前段獲得答題機會時，主持人會開闢保障名額，保障名額此時不同於其他參賽者，可獲得專屬的答題權利。
SECOND STAGE：
〈天才倒裝句〉 (2003.9.26 ~ 2003.11.14)
本單元開場先由主持人出題後，再依序由5名晉級的參賽者接力倒裝句，例：「天才發明的倒裝句，麥克風。」，下一位必須接：「偏偏我就要倒著念，風克麥。」，若途中有猶疑、錯誤者，主持人即會拉炮(此時布景立刻轉為黑暗)，宣布參賽者遭到淘汰。在淘汰第二位參賽者之後，取前3名進入下一關卡。
〈天才密碼〉 (2003.11.21 ~ 2004.2.27)
本單元以阿咪老師演奏E小調音樂營造晦暗氣氛，佐以主持人奸笑聲做為開場，接著由主持人與晉級者簡單對話後，即出題並設定該題關鍵字，例如「需要裝電池的東西」；每題均有若干個答案，參賽者的答案不得與主持人螢幕上的關鍵字相同，否則將會淘汰；參賽者回答時亦不可重複、遲疑(此狀況於數秒之後阿咪老師會切換為較為急促之合成管樂音，或是快速彈奏不和諧音，女旁白之倒數讀秒亦隨之響起)、或回答與該題無關的答案。
在單元初期，主持人宣判淘汰時仍維持上一單元的拉炮動作，12月5日該集播出起，改為參賽者傳遞乾冰炸彈並回答答案，當與關鍵字相同時，主持人即啟動按鈕(此時布景立刻轉為黑暗)，參賽者手中的乾冰炸彈會劇烈噴發煙霧，並宣判該參賽者淘汰出局。
本關卡在〈天才倒裝句〉後期之後，宣布淘汰參賽者時，阿咪老師通常會依序演奏B、G、#F、E、#C由高到低的五個音符。
FINAL STAGE：
〈驚天動地300秒〉
以布景設計營造出未來科技的金屬感，參賽者必須通過五項趣味性十足的關卡，若於300秒內過關可獲得新台幣十萬元獎金；若於120秒內挑戰過關，可獲得價值不斐的複合式SRV轎旅。
12月5日當集起，若於120秒內過關，獎品變更為新台幣100萬元獎金，放置獎金的桌台設有保全員看管，並在後期運用電擊棒展示武力，警告參賽者不得輕易進犯。
1.顏色、詩詞記憶(~2003.11.28)─參賽者需記憶10個顏色，並與詩詞的字搭配，並在第6至第10字時亂數對調。接著必須按照次序與字序踏上階梯，踩下代表該顏色的按鈕，若踩錯者須重來。第一次播放顏色時不計時，但錯誤重看時則會計時，10組配對正確踩完後即進入下一關卡。

顏色記憶(2003.12.5~)─此時期再度恢復第一時期的顏色記憶，但規則有所不同。10組色塊中第1至第5組、第6至第10組會擇一穿插兩種顏色的色塊，參賽者應依序踩出，成功踩出10組者即可過關。
2.各說各話(~2003.11.28)─三位名人同一時間說出短句，再由主持人從中隨機選一抽問，答對即能進入下一關卡。本時期題目約縮短至8~10字左右。

成語色塊(2003.12.5~)─參賽者觀看由紅、綠、藍、白4種顏色共16字所組成的文字色塊，每種顏色各代表一句成語。接著由主持人從中挑一種顏色抽問，答對即進入下一關卡。
3.造句提示(~2003.11.28)─由製作單位隨意造句，並由旁白提示中找出組成該答案的字，說出答案後即進入下一關卡。

倒背短句(2003.12.5~)─參賽者觀看來賓於影片中說出的短句，再倒背答出，成功說出者即過關，若無法成功者須重新看帶。
4.記憶九宮格(~2003.11.28)─參賽者須先觀看九宮格影片(第一次觀看不計時)，接著再由主持人隨機抽問3個由1~9的代號裡面的東西，且主持人抽問之3個東西連續成功答出者即可進入最後一道關卡，若參賽者回答錯誤需重看影片(於此時的3個東西須重新累積，主持人亦會抽問與前次完全不同代號的東西)。

記憶閃燈順序(2003.12.5~)─參賽者觀看來賓於影片中拍出的數字，參賽者依序答出即可過關。此外，該影片的數字與音符相互對應。
5.紙牌配對─參賽者按照指示，先觀看剪刀、石頭、布的排列20秒，接著由主持人及工作人員於5秒內將紙牌蓋起(此時參賽者須轉身至背面)。不同的是，此時期參賽者是將主持人指示的紙牌找出（例：主持人說 ｢剪刀｣ 時，參賽者應將 ｢剪刀｣ 找出）。若翻出不同的紙牌者，除了將紙牌蓋起外，並將機械圓桌旋轉90度後始得繼續；若翻到鬼牌者則須將先前翻出的紙牌全部蓋起。在時間內將鬼牌以外的15枚紙牌成功翻出後即闖關成功。

2004年3月5日起，《天才GO GO GO》不再播出全新內容，改以單元回顧形式播出，並於播出3集之後正式結束該節目。